# 24 януари
24 януари е 24-тият ден в годината според григорианския календар. Остават 341 дни до края на годината (342 през високосна година).

## Събития
- 41 г. – По време на Палатинските игри в Рим Касий Херея убива император Калигула.
- 1848 г. – Започва Калифорнийската златна треска в Сакраменто.
- 1862 г. – Влахия и Молдавия се обединяват и създават държавата Румъния, а Букурещ е избран за столица на новата държава.
- 1878 г. – Град Карнобат е освободен от Османската империя.
- 1895 г. – Кралицата на Хавайските острови Лилилукалани се отрича от трона и се обявява за привърженик на републиканско управление.

- 1903 г. – САЩ и Канада създават комисия, която да определи границите на Аляска.
- 1918 г. – С декрет в Съветска Русия е въведен грегорианския календар.
- 1920 г. – В Пещера е убит от екстремисти на Земеделския народен съюз политикът и държавник Михаил Такев.
- 1922 г. – Американецът Кристиан Нелсън патентова сладоледа Ескимо.
- 1924 г. – Петроград е преименуван на Ленинград.
- 1933 г. – Дейци на ВМРО убиват в София народния представител и македонист Христо Трайков.
- 1935 г. – В Ричмънд (САЩ) е пусната на пазара първата в света консервирана бира.
- 1939 г. – При най-смъртоносното земетресение в Чили загиват около 30 хил. души.
- 1940 г. – В Испания е забранено масонството.
- 1940 г. – Състои се премиерата на американския драматичен филм Гроздовете на гнева.
- 1942 г. – Втората световна война: Японските войски за първи път атакуват територията на Австралия.
- 1944 г. – Втората световна война: Англо-американската авиация извършва бомбардировки върху градове Скопие и Враца, и селата Кунино (Врачанска област) и Беглеж (Плевенска област), загиват общо 124 души.
- 1946 г. – Създадена е Международната комисия за атомна енергия към ООН.
- 1984 г. – В продажба е пуснат първият компютър Apple Macintosh, който става първият успешен персонален компютър с мишка и графичен потребителски интерфейс, вместо с интерфейс с команден ред.
- 1986 г. – Апаратът на НАСА Вояджър 2 се сближава максимално с планетата Уран.
- 1996 г. – Полският министър-председател Юзеф Олекси подава оставка след компромат за шпионаж в полза на СССР.
- 2003 г. – Започва да функционира Министерство на вътрешната сигурност на САЩ.

## Родени
- 76 г. – Адриан, римски император († 138 г.)
- 1444 г. – Галеацо Сфорца, принц на Милано († 1476 г.)
- 1712 г. – Фридрих II, крал на Прусия († 1786 г.)
- 1724 г. – Франсиз Брук, английски писател († 1789 г.)
- 1732 г. – Пиер дьо Бомарше, френски писател († 1799 г.)
- 1776 г. – Ернст Теодор Амадеус Хофман, немски писател († 1822 г.)
- 1779 г. – Елизавета Алексеевна, руска императрица († 1826 г.)
- 1848 г. – Василий Суриков, руски художник († 1916 г.)
- 1886 г. – Хенри Кинг, американски филмов режисьор († 1982 г.)
- 1888 г. – Вики Баум, австрийска писателка († 1960 г.)
- 1889 г. – Виктор Ефтимиу, румънски писател († 1972 г.)
- 1891 г. – Валтер Модел, германски фелдмаршал († 1945 г.)
- 1891 г. – Иван Батаклиев, български учен († 1973 г.)
- 1897 г. – Симеон Коков, български духовник и монах († 1974 г.)
- 1903 г. – Коста Църнушанов, български общественик († 1996 г.)
- 1904 г. – Камен Попдимитров, български цигулар, музикален педагог, професор († 1992 г.)
- 1905 г. – Елена Николай, българска певица († 1993 г.)
- 1906 г. – Стефан Попов, български писател († 1989 г.)
- 1907 г. – Стефан Марков, български партизанин († 1978 г.)
- 1910 г. – Георги Батаклиев, български литератор († 1994 г.)
- 1917 г. – Ангел Столинчев, български църковен деятел († 2003 г.)
- 1917 г. – Ърнест Боргнайн, американски актьор († 2012 г.)
- 1921 г. – Добри Жотев, български писател († 1997 г.)
- 1923 г. – Стефана Бояджиева, български скулптор
- 1930 г. – Махмуд Фаршчиян, ирански художник († 2025 г.)
- 1936 г. – Благовеста Карнобатлова-Добрева, българска певица
- 1941 г. – Нийл Даймънд, американски актьор
- 1942 г. – Людмила Савелиева, руска актриса
- 1943 г. – Георги Чапкънов, български художник
- 1943 г. – Михаил Рошиану, румънски дипломат
- 1944 г. – Чавдар Стойчевски, български журналист († 2016 г.)
- 1945 г. – Джон Гараменди, американски политик
- 1947 г. – Мичио Каку, американски физик
- 1949 г. – Джон Белуши, американски актьор († 1982 г.)
- 1950 г. – Даниел Отьой, френски актьор
- 1952 г. – Уилям Реди, американски астронавт
- 1953 г. – Романьола Мирославова, българска поетеса, автор на текстове на песни († 2016 г.)
- 1957 г. – Камелия Касабова, български политик
- 1961 г. – Настася Кински, германска киноактриса
- 1961 г. – Алиса Валзер, немска писателка, преводачка и художничка
- 1968 г. – Михаел Киске, германски хевиметъл вокал
- 1971 г. – Дион Томас, американски баскетболист
- 1974 г. – Сирил Деспре, френски мотоциклетист
- 1977 г. – Мишел Хунцикер, швейцарски модел
- 1978 г. – Екатерина Климова, руска актриса
- 1983 г. – Скот Спийд, американски пилот от Формула 1
- 1986 г. – Миша Бартън, американска актриса
- 1987 г. – Луис Суарес, уругвайски футболист

## Починали
- 41 г. – Калигула, римски император (* 12 г.)
- 41 г. – Цезония, римска императрица (* ? г.)
- 661 г. – Али ибн Абу Талиб, ислямски водач (* ок. 599 г.)
- 891 г. – Стефан V, римски папа (* ? г.)
- 1046 г. – Екехард II, маркграф на Майсен (* 985 г.)
- 1877 г. – Йохан Кристиан Погендорф, германски физик (* 1796 г.)
- 1881 г. – Джеймс Колинсън, викториански художник (* 1825 г.)
- 1894 г. – Александър Мидендорф, руски пътешественик (* 1815 г.)
- 1913 г. – Стефан Ильев, български военен деец (* 1859 г.)
- 1920 г. – Амедео Модилиани, италиански художник (* 1884 г.)
- 1920 г. – Михаил Такев, български политик (* 1864 г.)
- 1921 г. – Иван Белчев, български революционер (* 1867 г.)
- 1922 г. – Атила Зафиров, български военен деец (* 1858 г.)
- 1927 г. – Василий Доростолски и Червенски, български духовник (* 1847 г.)
- 1929 г. – Васил Главинов, политически деец (* 1869 г.)
- 1934 г. – Жеко Радев, български географ (* 1875 г.)
- 1939 г. – Максимилиан Бирсе-Бене, швейцарски психиатър (* 1867 г.)
- 1943 г. – Джон Бърнс, английски политик (* 1858 г.)
- 1960 г. – Едвин Фишер, швейцарски пианист (* 1886 г.)
- 1965 г. – Уинстън Чърчил, министър-председател на Обединеното кралство, Нобелов лауреат през 1953 г. (* 1874 г.)
- 1975 г. – Лари Файн, американски актьор (* 1902 г.)
- 1983 г. – Джордж Кюкор, американски режисьор (* 1899 г.)
- 1987 г. – Паскал Стружев, български художник (* 1913 г.)
- 1989 г. – Тед Бънди, американски сериен убиец (* 1946 г.)
- 1990 г. – Аракен Патушка, бразилски футболист (* 1905 г.)
- 1990 г. – Сергей Довлатов, руски писател (* 1941 г.)
- 1996 г. – Стоян Христов, писател (* 1898 г.)
- 2000 г. – Стоян Стоев, български актьор (* 1941 г.)
- 2005 г. – Владимир Савченко, украински писател (* 1933 г.)
- 2006 г. – Крис Пен, американски актьор (* 1965 г.)

## Празници
- Румъния – Обединение на Влашко и Молдова (почивен ден от 2017 г.)